# 厄尔·沃伦大楼
厄尔·沃伦大楼（英文：Earl Warren Building），位于美国加利福尼亚州旧金山，是加州最高法院的总部大楼。 厄尔·沃伦大楼于1922年竣工，以第14任美国首席大法官、第30任加州州长厄尔·沃伦的名字命名，具体位于旧金山马凯利斯特大街（McAllister Street）350号。 1923年，加州最高法院在此举行了第一场诉讼辩论会。厄尔·沃伦大楼是旧金山市政中心综合办公楼的一部分。
厄尔·沃伦大楼的外墙由花岗岩和建筑红砖构成，采用了布杂艺术的设计风格。室内的最高法院法庭里镶嵌有橡树图案，拥有藻井式天花板，还设有30英尺高的天窗。  众法官们的座椅上方的壁画展现了加州的景观。 1989年洛马普里塔地震后，最高法院搬出了大楼，直至1999年才搬回。